# Matiti I
Matiti I is een bestuurslaag in het regentschap Humbang Hasundutan van de provincie Noord-Sumatra, Indonesië. Matiti I telt 1885 inwoners (volkstelling 2010).